# Smith & Wesson M76
Smith & Wesson M76 è un mitra prodotto dalla Smith & Wesson dal 1967 al 1974. Si tratta di una copia del Carl Gustaf m/45.

## Storia
Nel 1966 il governo svedese, opponendosi alla guerra del Vietnam, bloccò la vendita di armi da fuoco agli Stati Uniti.
Ciò creò problemi per i Navy SEAL, che desideravano impiegare queste armi per le operazioni segrete nel Sud-est asiatico.
Così la Smith & Wesson nel 1967 iniziò a produrre l'M76 (un clone dell'arma svedese), ma a quei tempi la United States Navy non ne ebbe molte occasioni d'impiego, e l'M76 viene prodotto solo in quantità limitate (soprattutto per le forze di polizia e il mercato civile).
Nel 1968 gli ingegneri della Smith & Wesson, alla ricerca di un'arma in grado di sparare elettronicamente munizioni senza
bossolo, crearono un mitra simile all'M76, nell'aspetto simile a questo, tranne per una struttura davanti al grilletto, che serviva come alloggiamento per le batterie da 12 volt. Nonostante un buon funzionamento dell'arma, le munizioni si dimostrarono troppo esposte al danneggiamento per via degli urti e degli elementi esterni, per cui il progetto fu cancellato. La produzione della versione standard terminò nel 1974.

## Varianti

### MK760
Nel 1983 Mike Ruplinger e Kenneth Dominick crearono una società chiamata MK Arms e acquisirono i diritti originali sull'M76. Iniziarono la produzione di copie dell'arma con la denominazione MK Arms MK760, e la United States Navy, che ancora aveva nei suoi magazzini alcuni M76 originali, se ne servì per l'acquisto pezzi di ricambio. La MK Arms produceva anche versioni dell'MK760 configurate come carabine e pistole Nel 1986, in seguito all'entrata in vigore del Firearm Owners Protection Act, che vietò da quel momento ai civili di possedere armi automatiche di nuova costruzione, la MK Arms chiuse i battenti.

### M76A1
Nel 1984 Dominick lasciò il socio Ruplinger ed iniziò la produzione di una sua copia dell'M76 col marchio Global Arms e la denominazione M76A1.